# Tertiary Institutes Allied Staff Association
Die Tertiary Institutes Allied Staff Association (TIASA) ist eine Gewerkschaft für Beschäftigte des gesamten tertiären Instituts- und Fachhochschulsektor sowie des Whare Wānanga, jeweils ohne die Lehrkräfte in Neuseeland.

## Geschichte
Die Gewerkschaft wurde im März 1969 als Technical Institutes Allied Staff Association gegründet und am 7. März im Register des New Zealand Companies Office offiziell eingetragen. Wann der Gewerkschaftsname auf Tertiary... geändert wurde, ist nicht bekannt. Auch hat die Gewerkschaft ihren letzten Finanzbericht vom Jahr 2018 erst im Februar 2020 an das New Zealand Companies Office gemeldet und danach keinen mehr. Entsprechend dem Eintrag im Register vom 28. Februar 2020 soll sich die Gewerkschaft aufgelöst haben, was im Widerspruch zu dem Webauftritt der Gewerkschaft steht. Ein Grund dafür ist nicht erkennbar.

## Gewerkschaft
Die Gewerkschaft, die ihren Hauptsitz in Rotorua hat, besitzt 20 Vertretungen im gesamten Land.